# Chichișa, Sălaj
Chichișa este un sat în comuna Românași din județul Sălaj, Transilvania, România. Atestare documentară: 1438 Nyarlo, Also-Nyarlo.

## Vezi și

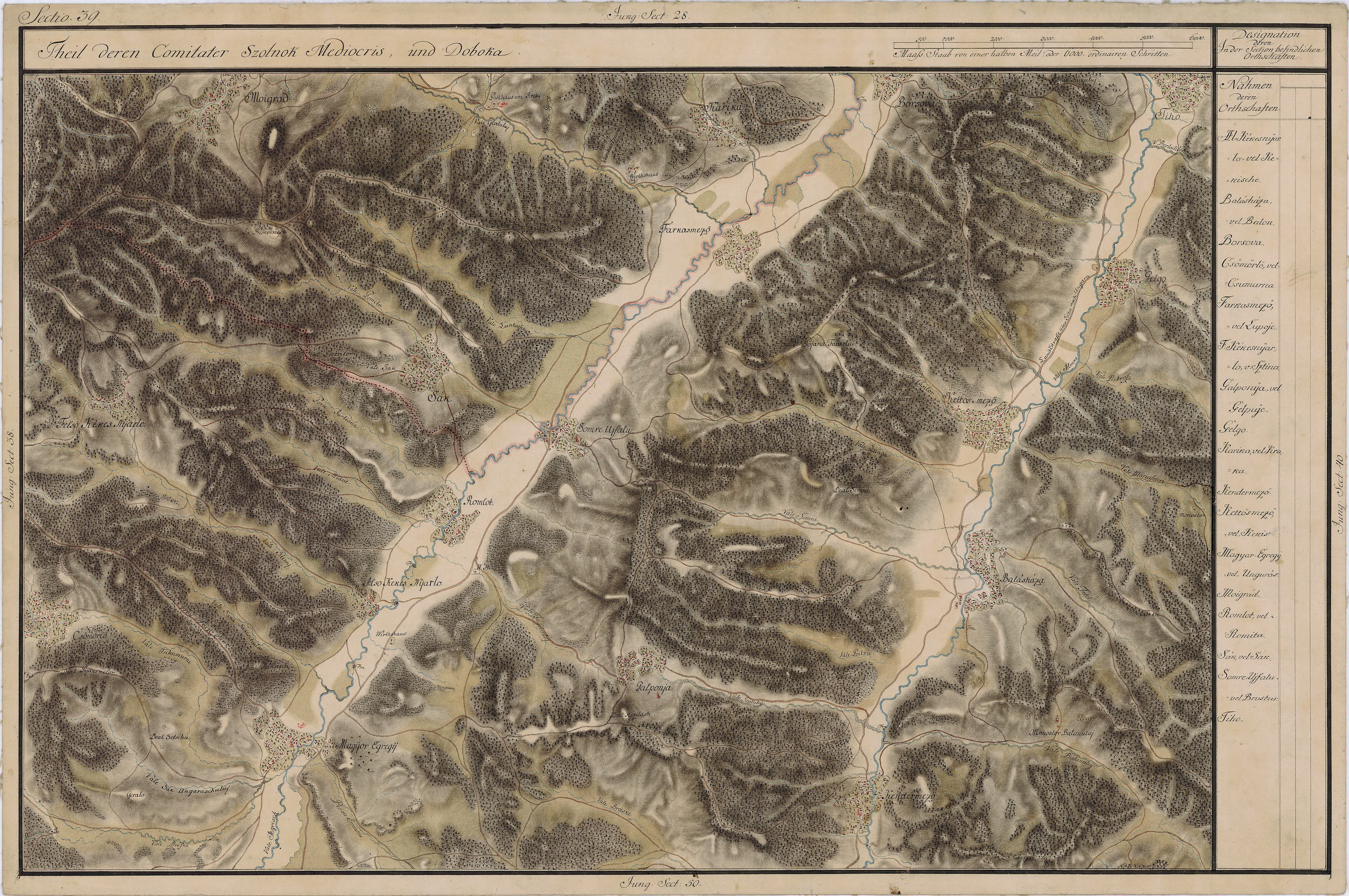
Chichișa în Harta Iosefină a Transilvaniei, 1769-1773

## Imagini

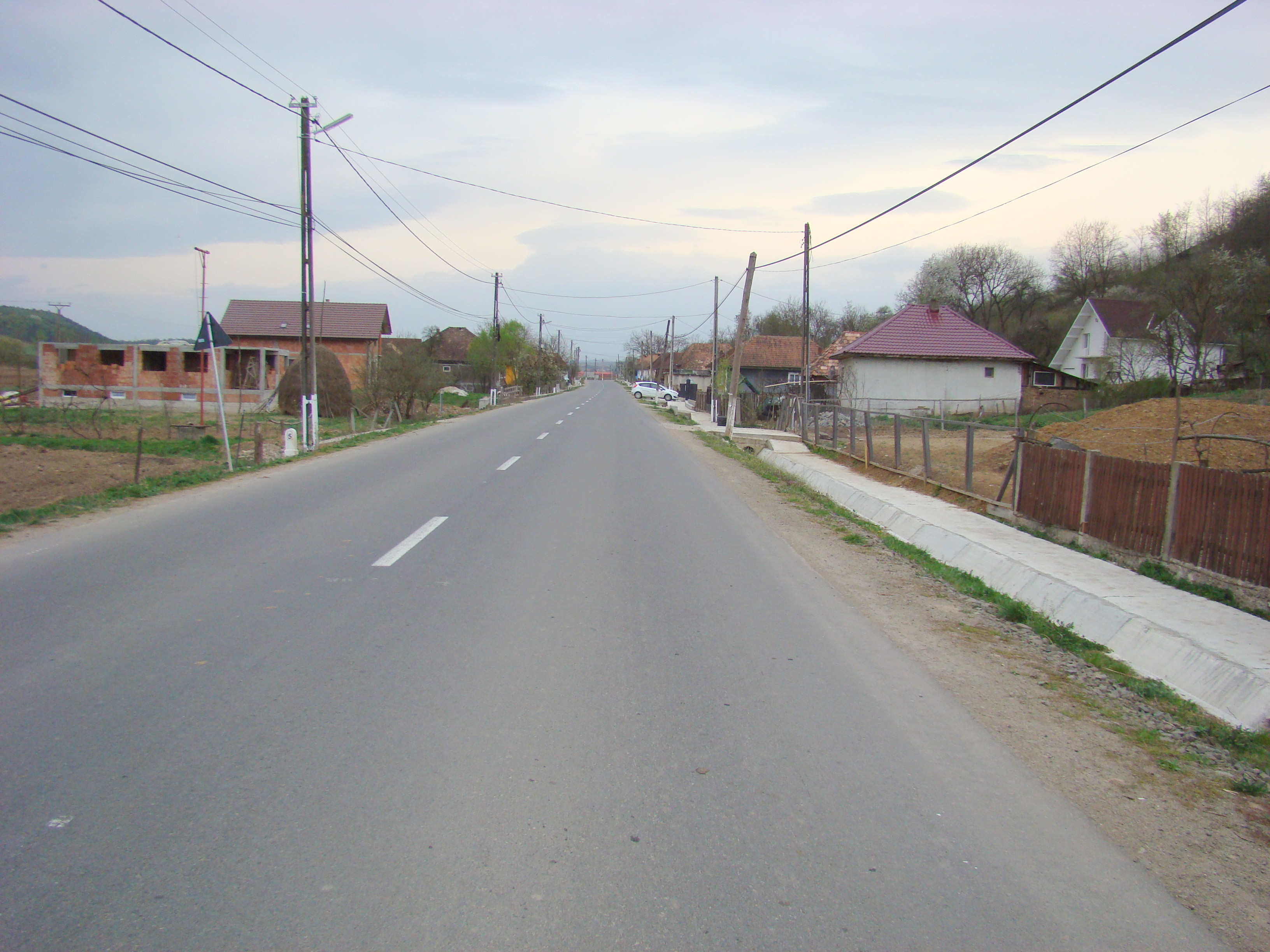
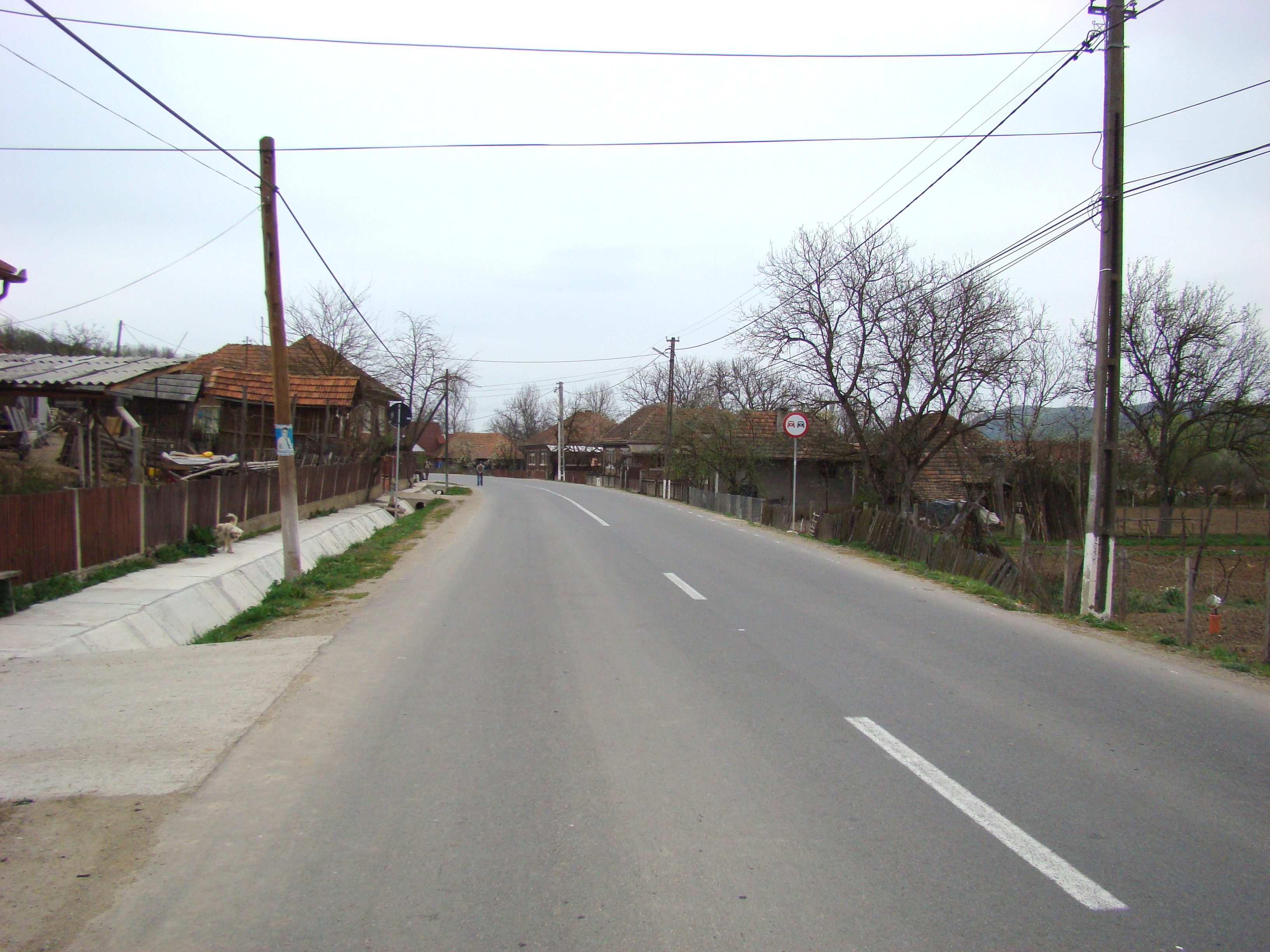
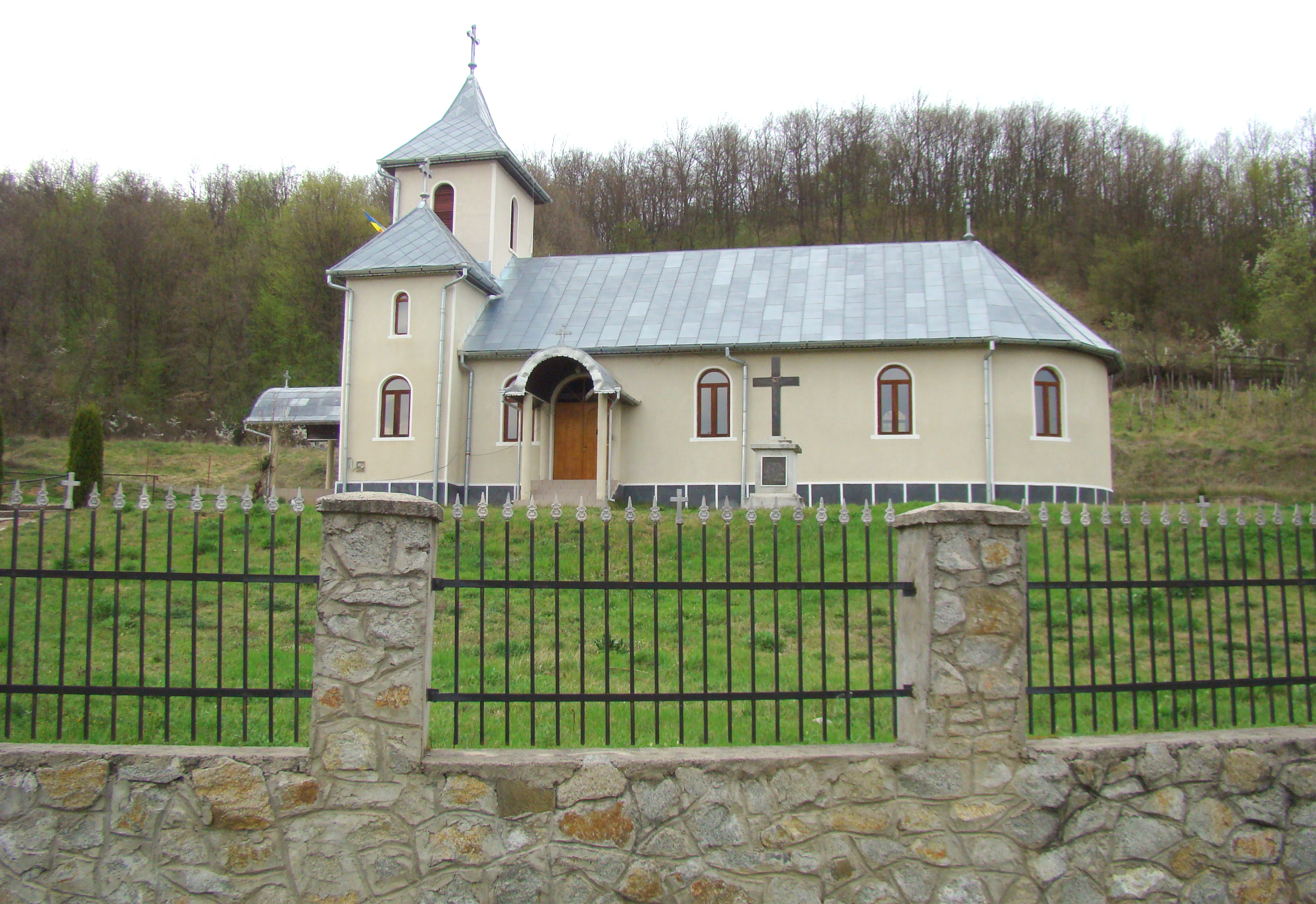
Biserica ortodoxă
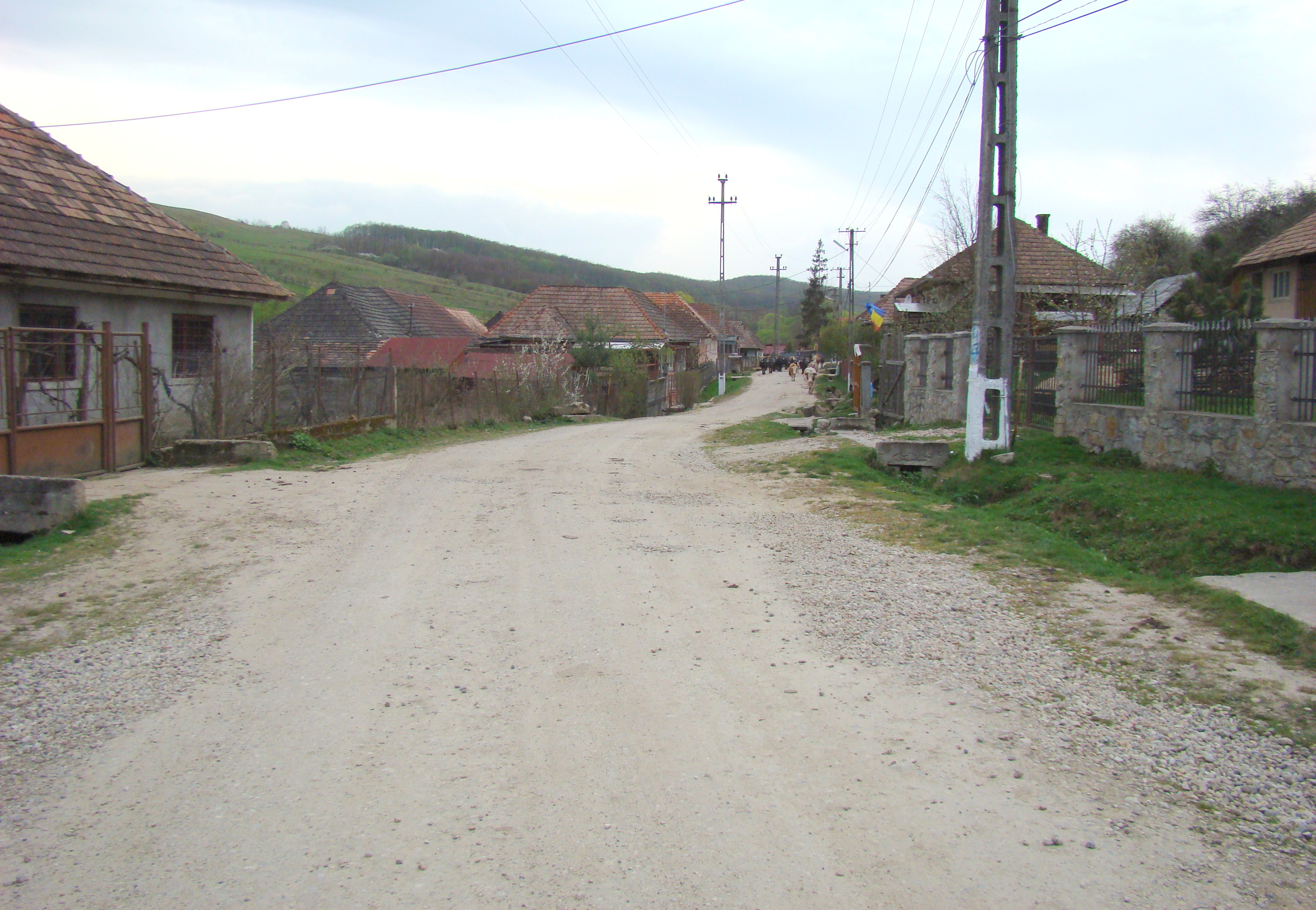
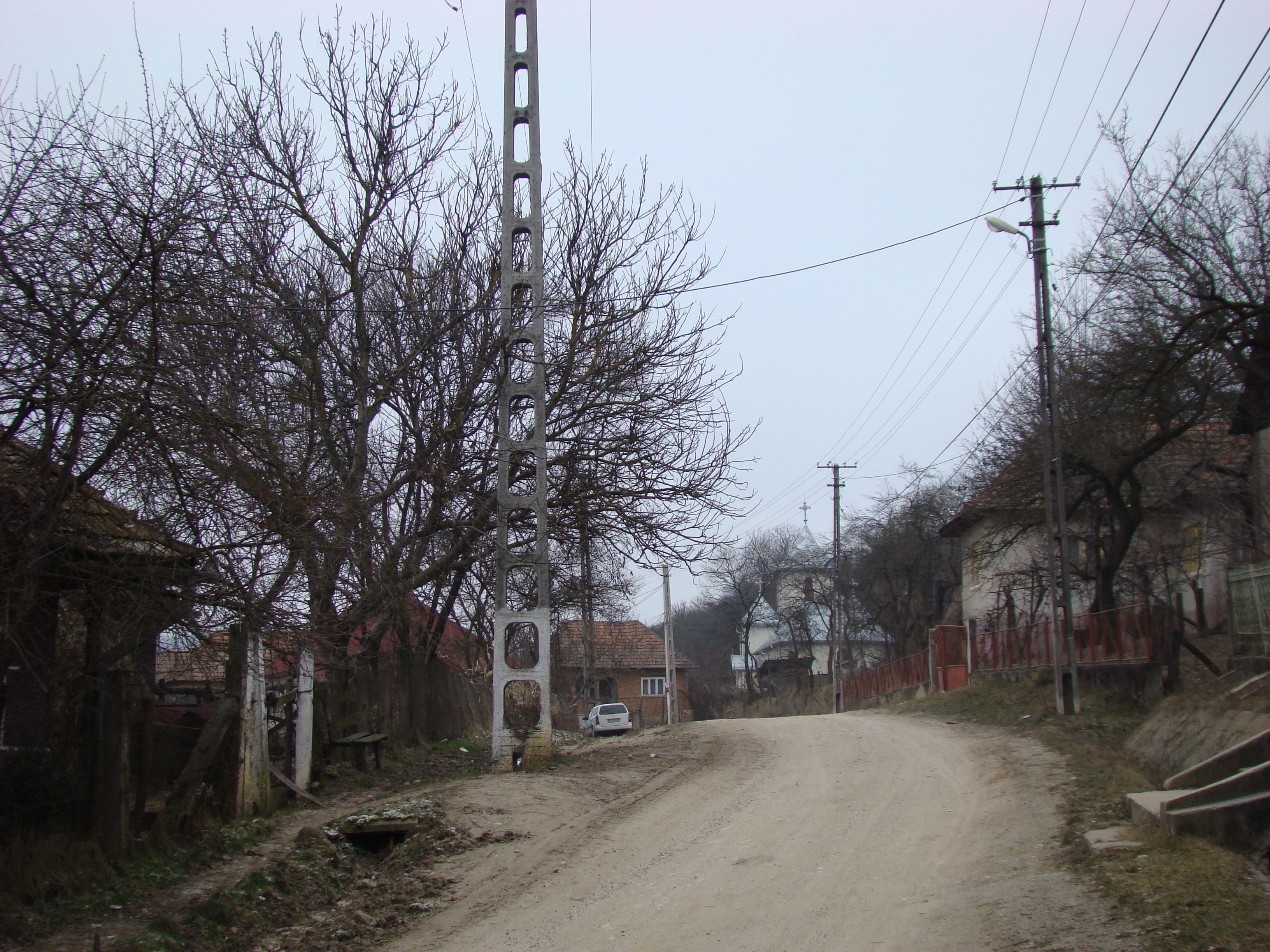
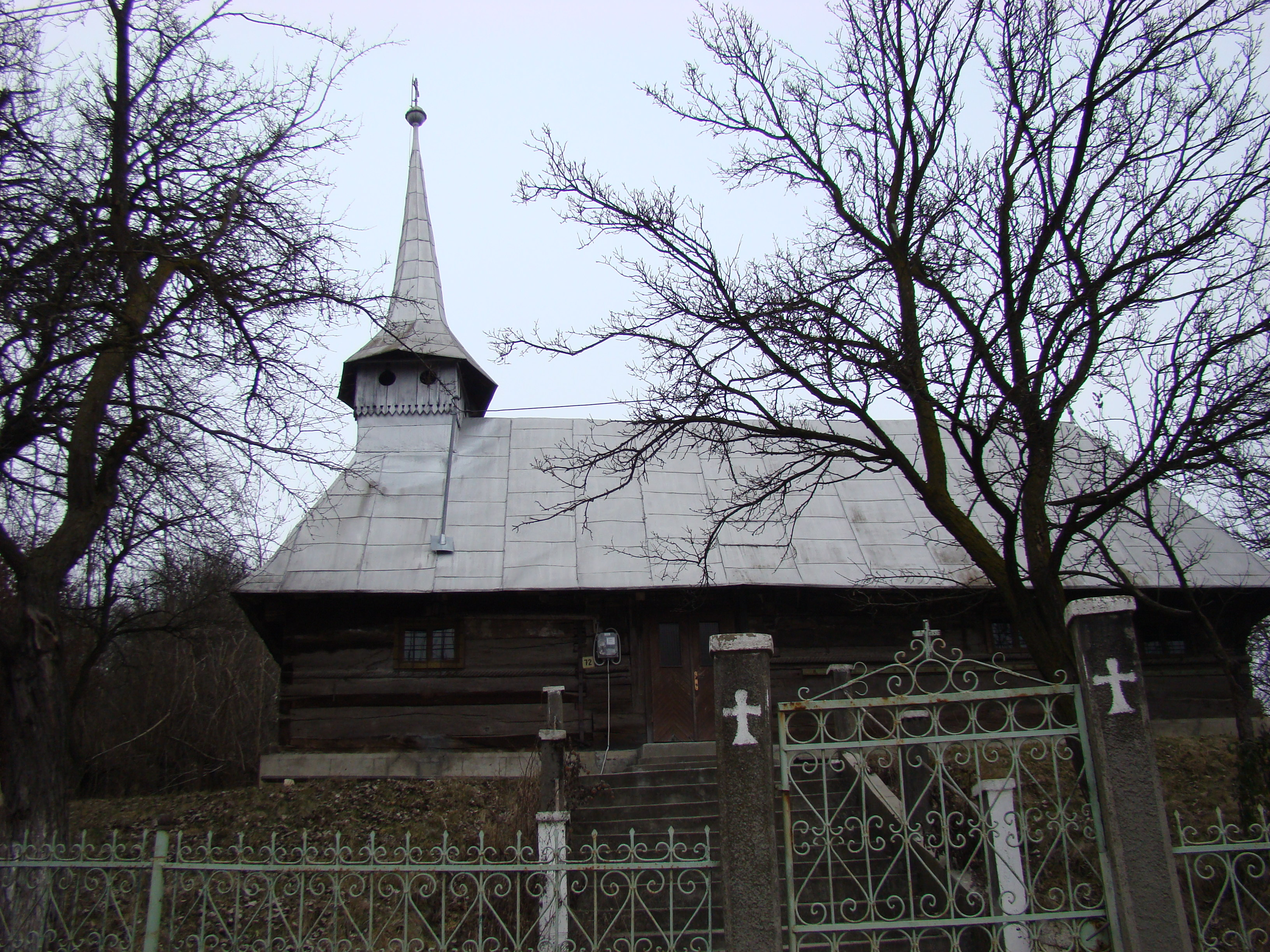
Biserica de lemn
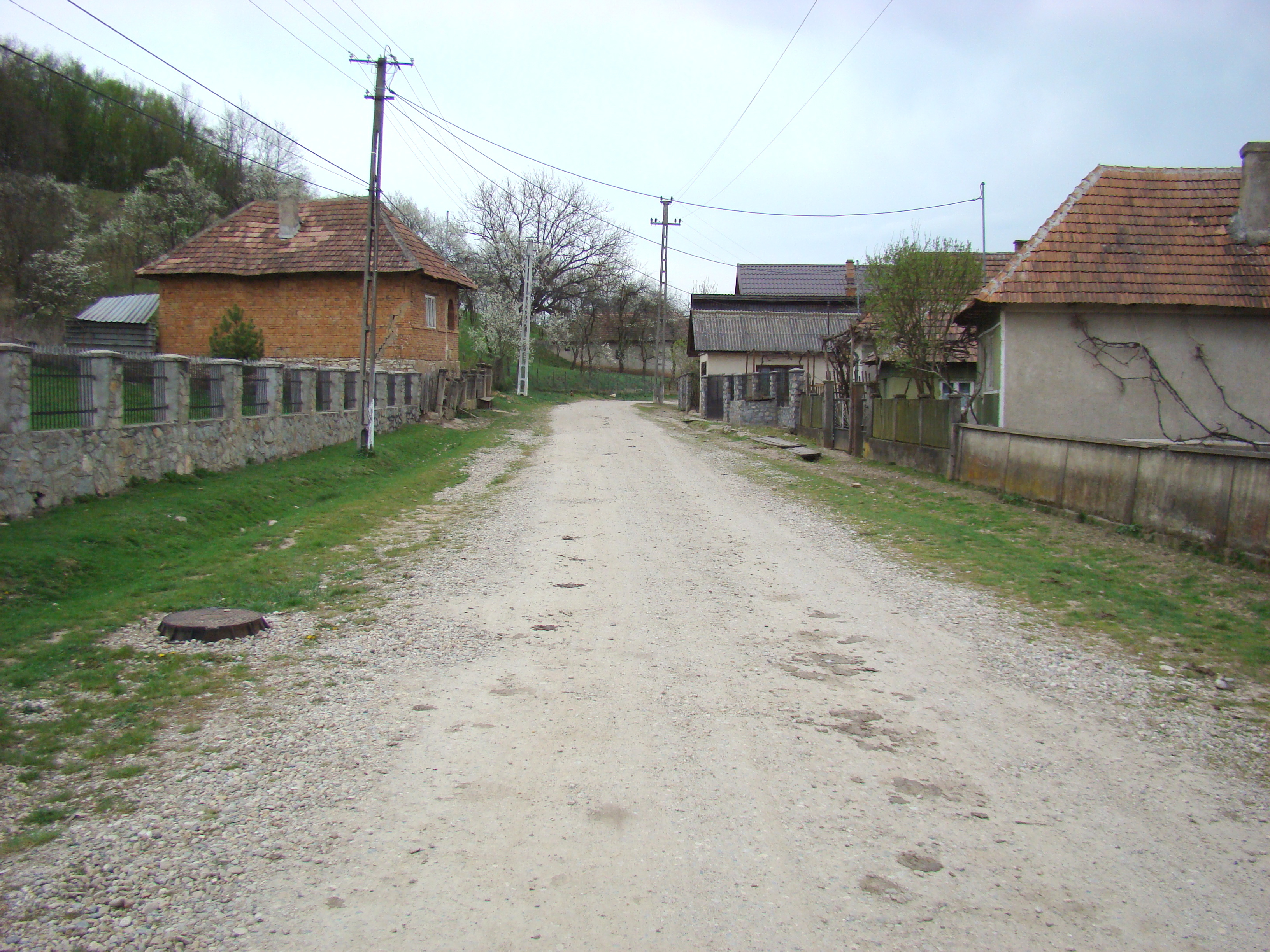
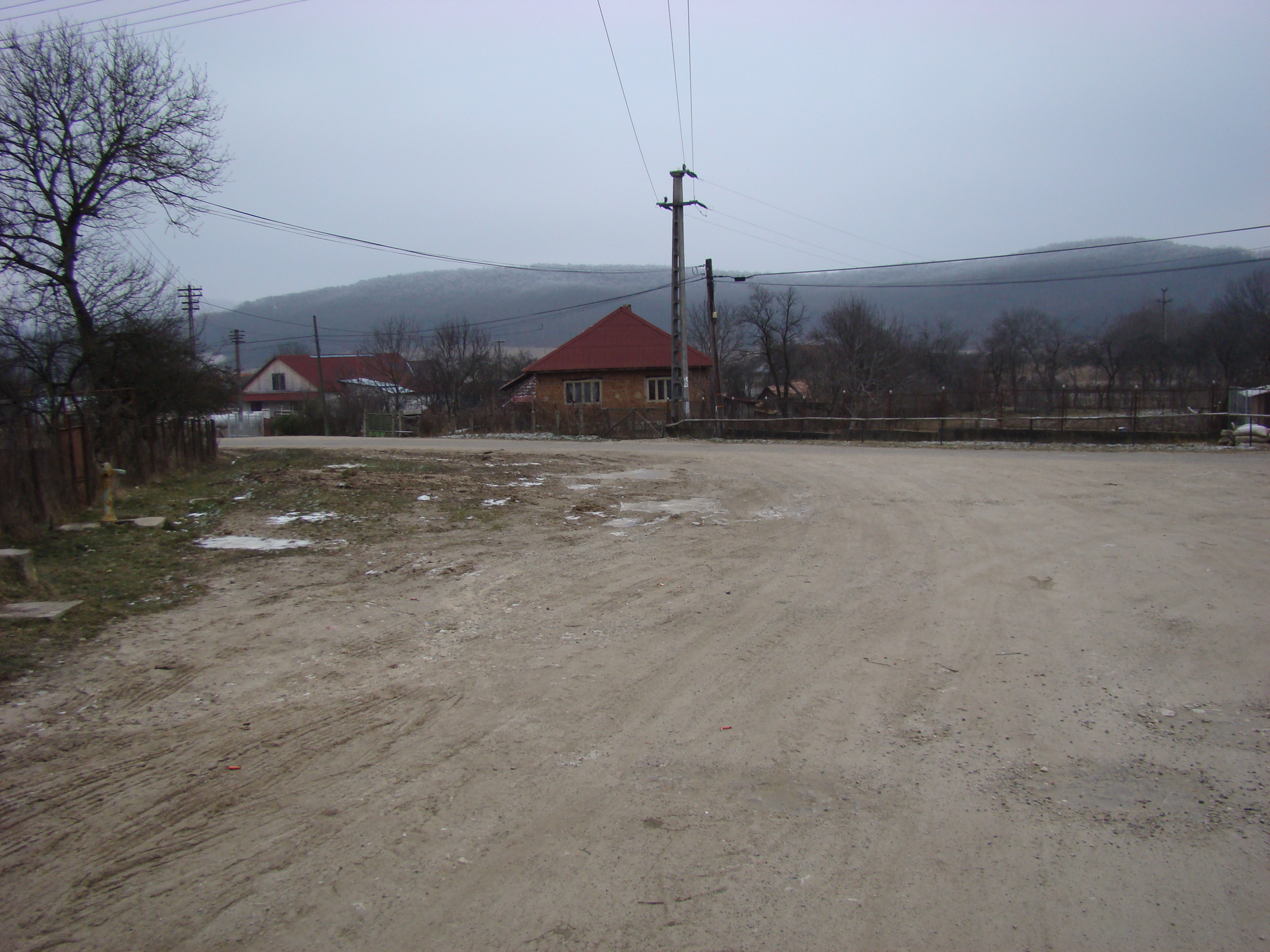

1. ↑  Biblioteca Județeană I.S.Bădescu Sălaj (2017). Sălaj - Ghidul localităților (ed. a II-a, revizuită și adăugită). Zalău. p. 236. ISBN 978-973-0-24720-6.